# 33191 Santiagostone
33191 Santiagostone este o planetă minoră (asteroid), cu un diametru de 3,927 km, din centura de asteroizi. A fost descoperită pe 20 martie 1998 la Experimental Test Site⁠(d) de Lincoln Near-Earth Asteroid Research. 
Obiectul prezintă o orbită caracterizată de o semiaxă mare de 2,9623064 UAi, o excentricitate de 0,07, o înclinație de 9,90911 ° în raport cu ecliptica.